# Ebebda
Ebebda est une commune du Cameroun située dans la région du Centre et le département de la Lekié.

## Population
Lors du recensement de 2005, la commune comptait 21 368 habitants, dont 2 770 pour Ebebda Ville.  

## Organisation

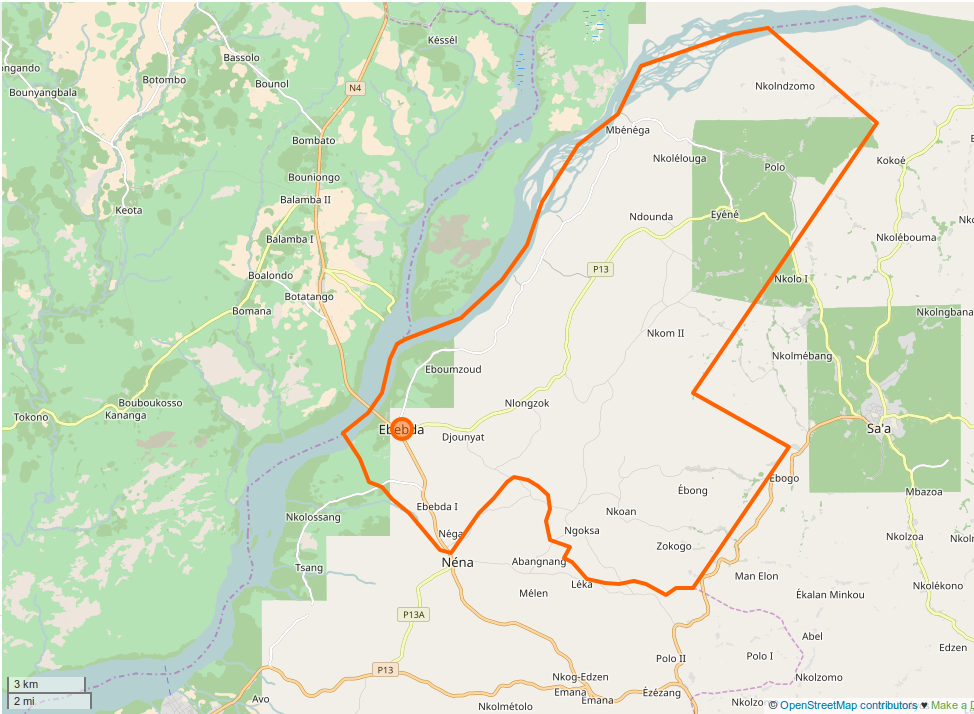

Outre Ebebda proprement dit, la commune comprend les villages suivants  :
- Abang-Nang
- Bikogo
- Bilik Bindik
- Djounat
- Ebebda I
- Ebomzout
- Ebong
- Ekome
- Endoum
- Etam-Kouma
- Eyene
- Koan
- Lendong
- Lenyong
- Mbenega
- Melen
- Ndounda
- Nega
- Ngoksa
- Nkang Efok
- Nkog Edzen
- Nkolelouga
- Nkolossang
- Nkom I
- Nkom II
- Nlong zok
- Polo I
- Polo II
- Tsang
- Zokogo

## Personnalités nées à Ebebda
- Osendé Afana, économiste et militant nationaliste né à Ngoksa en 1930
- Ndongo Etolo, Ingénieur Industriel et militant du RDPC né à ETAM-KOUMA en 1978
- Olanguéna Awono Urbain, Administrateur civil et Inspecteur d'État, ancien Ministre de la Santé Publique du Cameroun de 2001 à 2007,  originaire du village Polo 1.
- Ndongo Molo Michiel, Ingénieur Principal de la Statistique, ex chef service du budget des marchés publics en 2017. Née en 1978 à Nkom 1